# Keltischer Kesselkult
Der Kessel spielte bei den Kelten, teilweise auch bei den Germanen eine wichtige Rolle im täglichen Leben, besonders aber als Kult- und Zeremonialgerät. Seit der Bronzezeit, vor allem aber in der Eisenzeit (Hallstattkultur und Latènekultur) wurden Kessel im Totenbrauchtum und bei Opfer- und Weiheritualen verwendet. In der frühmittelalterlichen Literatur der Inselkelten ist ein Kessel mit wunderbaren Eigenschaften ein immer wiederkehrendes Motiv.

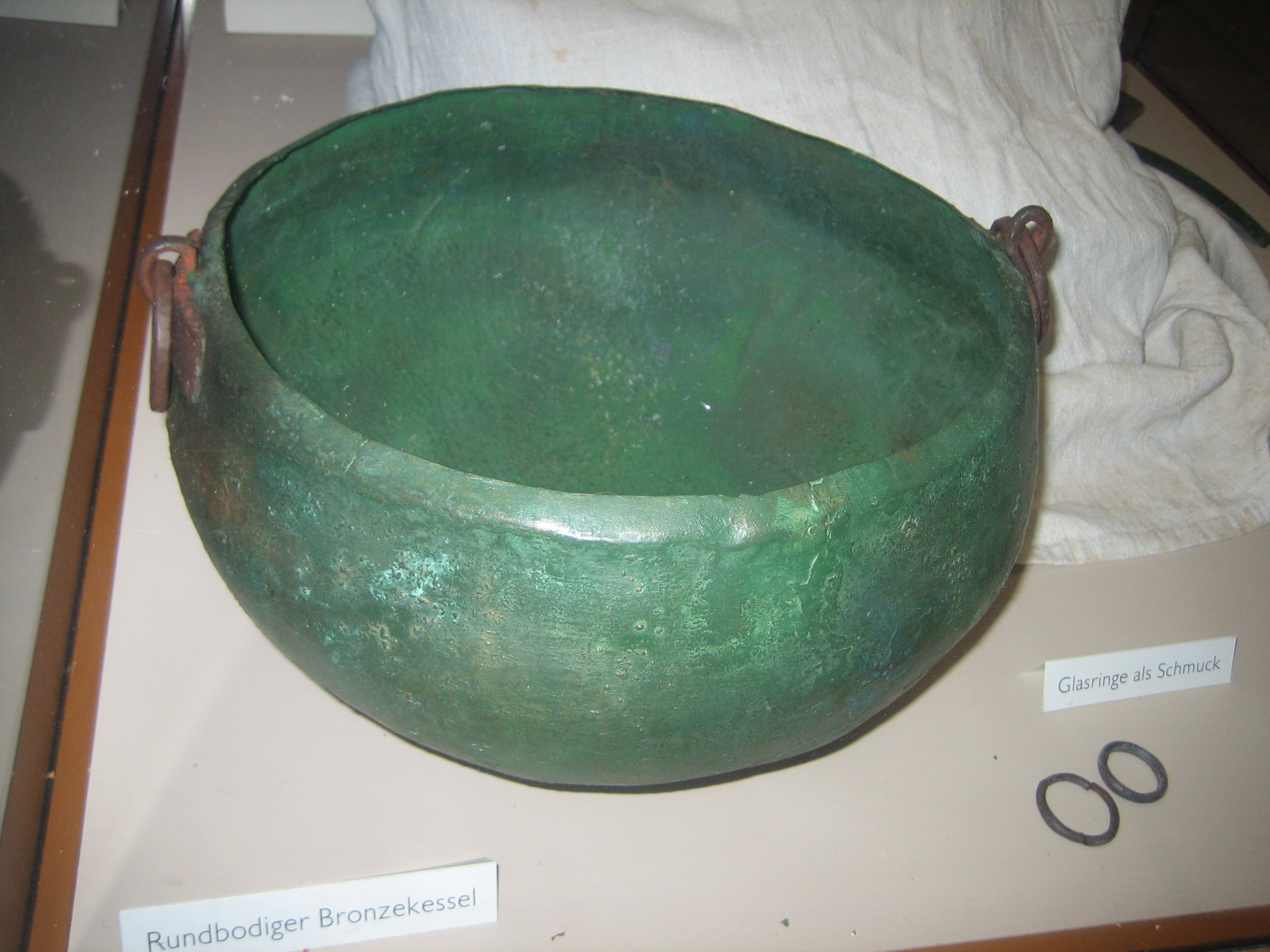
Bronzekessel von Feufbühl (Schweiz)

## Etymologie
Aus dem urkeltischen Wort *kṷerio-/*kṷorịo entwickelte sich altirisch co(i)re, kymrisch pair, vergleichbar mit germanisch *hṷer-az , altnordisch hverr , angelsächsisch und althochdeutsch hwer – alle mit der Bedeutung „Kessel“. Von einigen Keltologen wird daraus eine Verbindung zum Stammesnamen der Parisii und der Quariates angenommen, beides also „Kessel(kult)leute“. Ebenso dürften der Lac des Peiroou („Kessel-See“) bei Saint-Rémy-de-Provence (Bouches-du-Rhône) und die Quelle Le Peïroou im Département Gard ihre Namen daher ableiten.

## Kultgegenstand

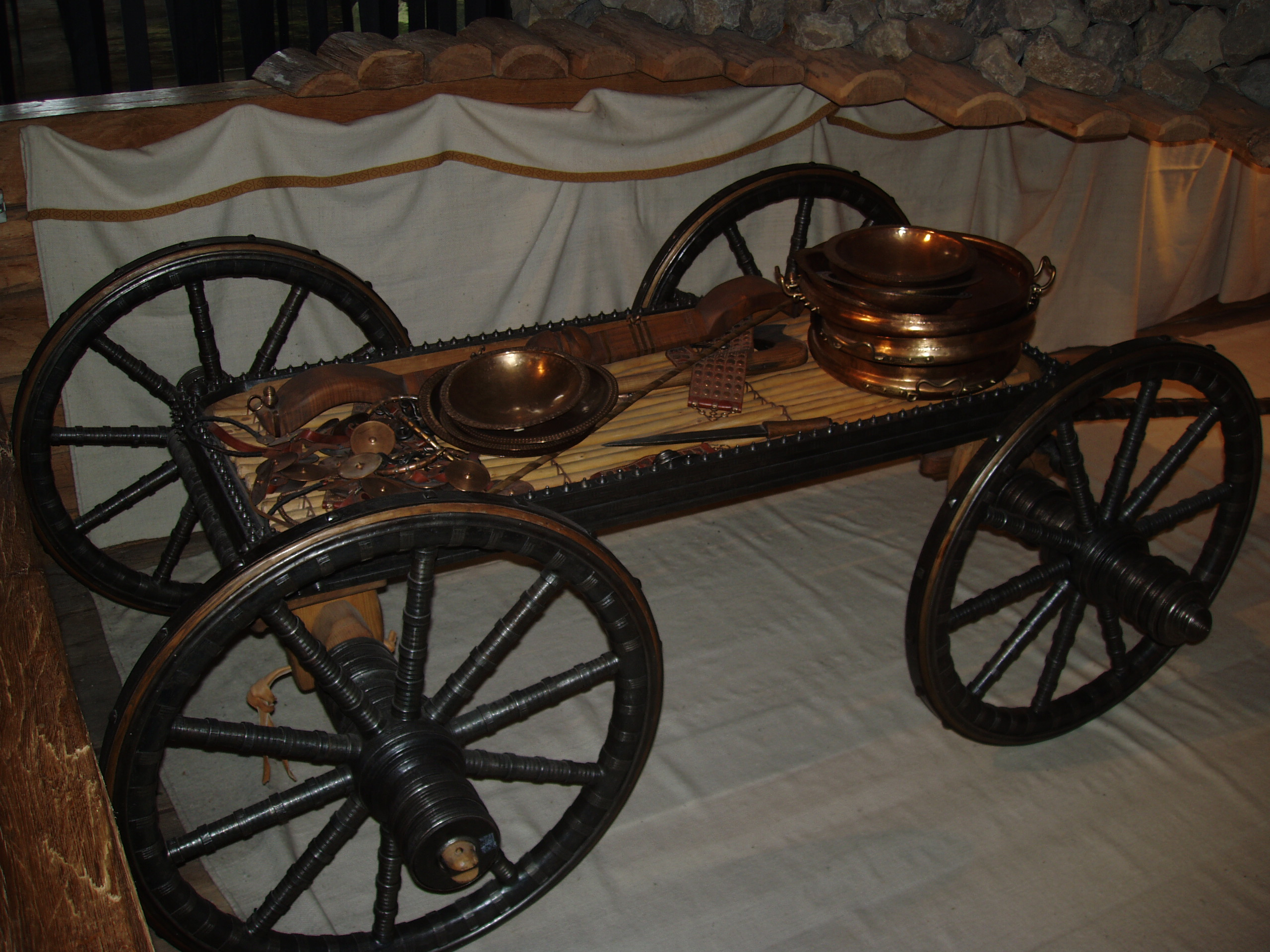
Kessel im Grab von Hochdorf

Ab der Hallstattzeit gibt es archäologische Funde, die die Kultfunktion des Kessels belegen, besonders als Grabbeigaben.
Im Fürstengrab von Hochdorf (~550 und 500 v. Chr.) wurde ein Bronzekessel mit 500 Litern Fassungsvermögen aufgefunden, in dem Reste einer honigweinähnlichen Substanz waren. Weitere Kessel wurden in keltischen Gräbern bei Apremont (Haute-Saône), Vix (Côte-d’Or) mit 1,64 m Höhe, Duchcov (Dux in Tschechien), Brå (Jütland), Rinkeby (Fünen) und Sophienborg (Seeland/Dänemark) und im Saarland (Theley) entdeckt. 
Auf den Britischen Inseln gibt es Kesselfunde im See Llyn Fawr (Glamorganshire), im Lough Foyle (Nordirland) in der Themse (Kessel von Battersea) und in Llyn Cerrig Bach (Anglesey). Einige Kessel wurden in Griechenland erzeugt und offenbar für Kultzwecke importiert. Eine Sonderstellung nimmt der Kessel von Gundestrup (siehe unten) ein.
Bei Strabon (VII,2,1-3) ist zu lesen, dass die Priesterinnen der Kimbern Kriegsgefangene durch Kehlschnitt töteten und in einen Bronzekessel ausbluten ließen. Daraus wurde dann geweissagt. Eine Szene auf dem Kessel von Gundestrup wurde derartig gedeutet (aber ebenso als Initiations- oder Wiedergeburts-Zeremonie). Da dieses an sich germanische Volk aus Jütland im Zuge seiner Wanderung keltische Verbündete aufnahm und auch viele keltische Personennamen für die Anführer gebrauchte, ist eine keltisch/germanische Kultdurchdringung anzunehmen.
Form und kultische Verwendung der Kessel sind aus dem Mittelmeerraum und dem Vorderen Orient inspiriert, wie archäologische und literarische Quellen aus dieser Region belegen (das „Gegossene Meer“ im Tempel von Jerusalem, Bilddarstellungen von Ritualkesseln für Waschungen aus Assyrien und Zypern).
In der frühen Neuzeit gab es in Schottland noch den nekromantischen Brauch des faghaim nan Daoine („Menschenanrufung“), wo mit Hilfe eines Kessels die Toten befragt wurden.

### Der Kessel von Gundestrup

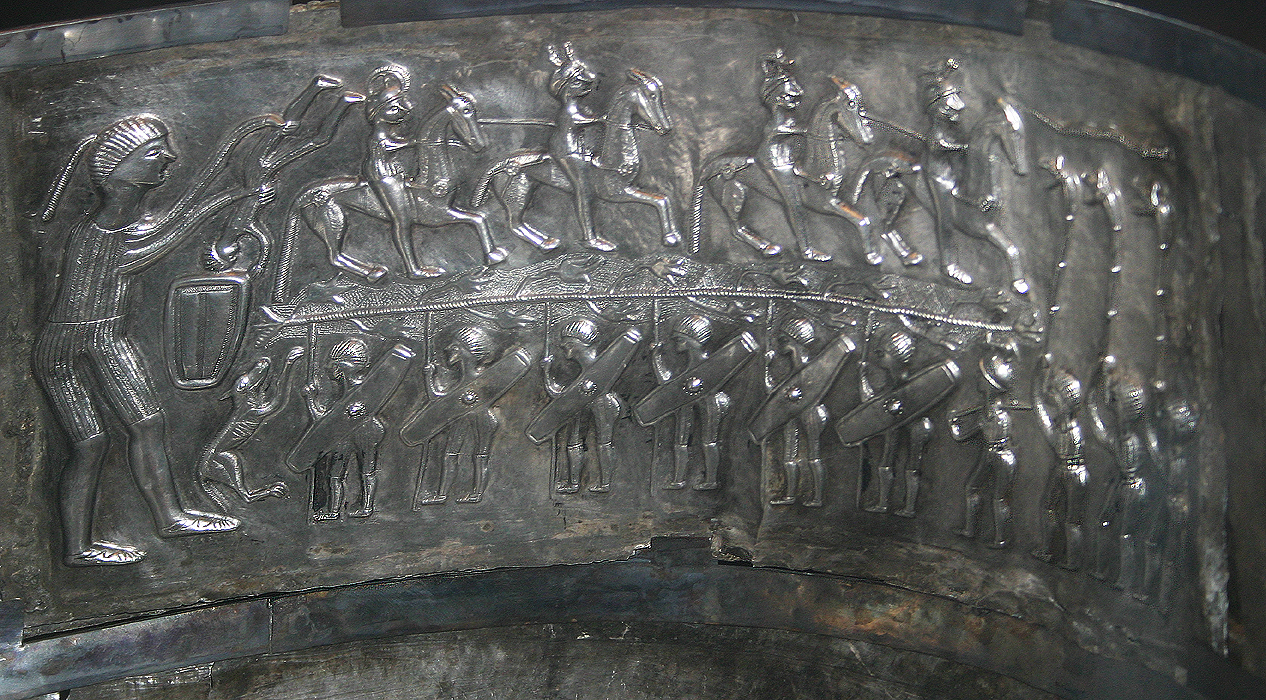
Initiations- oder Opferszene

Der Kessel von Gundestrup ist ein silberner Kessel aus der La-Tène-Zeit (5. bis 1. Jahrhundert v. Chr.). Der 69 cm durchmessende, 42 cm hohe und 8,89 kg schwere Kessel weist reichen Reliefschmuck aus der keltischen, nach anderen Interpretationen aus der germanischen Mythologie auf und deutet stilistisch auf einen thrakischen Hersteller hin. Die Deutungen des Bildschmuckes sind sehr widersprüchlich (siehe oben). Der Kessel wurde offenbar für lokale Kultzeremonien verwendet.
Eine Imitation des Gundestrupkessels stellt der wahrscheinlich im Auftrag des Nationalsozialismus hergestellte „Chiemsee-Kessel“ dar. Nach einem ersten Gutachten durch Rolf Hachmann, das ihn als keltische Arbeit klassifizierte, wurde schließlich festgestellt, dass der Goldkessel im 20. Jahrhundert entstand. Der Urheber des Gefäßes ist unbekannt.

## Mythologie
In der inselkeltischen Tradition werden drei Arten von Wunderkesseln unterschieden: der Kessel des Reichtums und der Fülle, der Kessel als Beutestück aus der Anderswelt und der Kessel der Heilung oder Wiedergeburt.

### Irland
Der „Gute Gott“ Dagda, Mitglied der Túatha Dé Danann, besitzt einen Kessel, der unerschöpflich Speisen spendet. Als er vor der Zweiten Schlacht von Mag Tuired bei den Fomori kundschaftet, zwingen sie ihn, eine Unmenge Eintopf aus einem Erdloch zu vertilgen, da sie offenbar noch keine Kochgefäße kennen.
Aided Chon Culainn („Der Tod Cú Chulainns“) erzählt vom Verstoß des Helden gegen sein Tabu (geis). Auf dem Weg zu seinem Besitz Mag Muirtheimne zwingen ihn die drei Hexen-Töchter Calatins, aus ihrem Kessel, in dem sie Hundefleisch gekocht haben, zu essen. Da ihm dies durch eine geis verboten war, verliert er seine übermenschliche Kraft und kann von Lugaid Lága getötet werden.

### Wales
In einigen Erzählungen des Mabinogion ist ein Kessel ein wesentliches Requisit der Handlung.

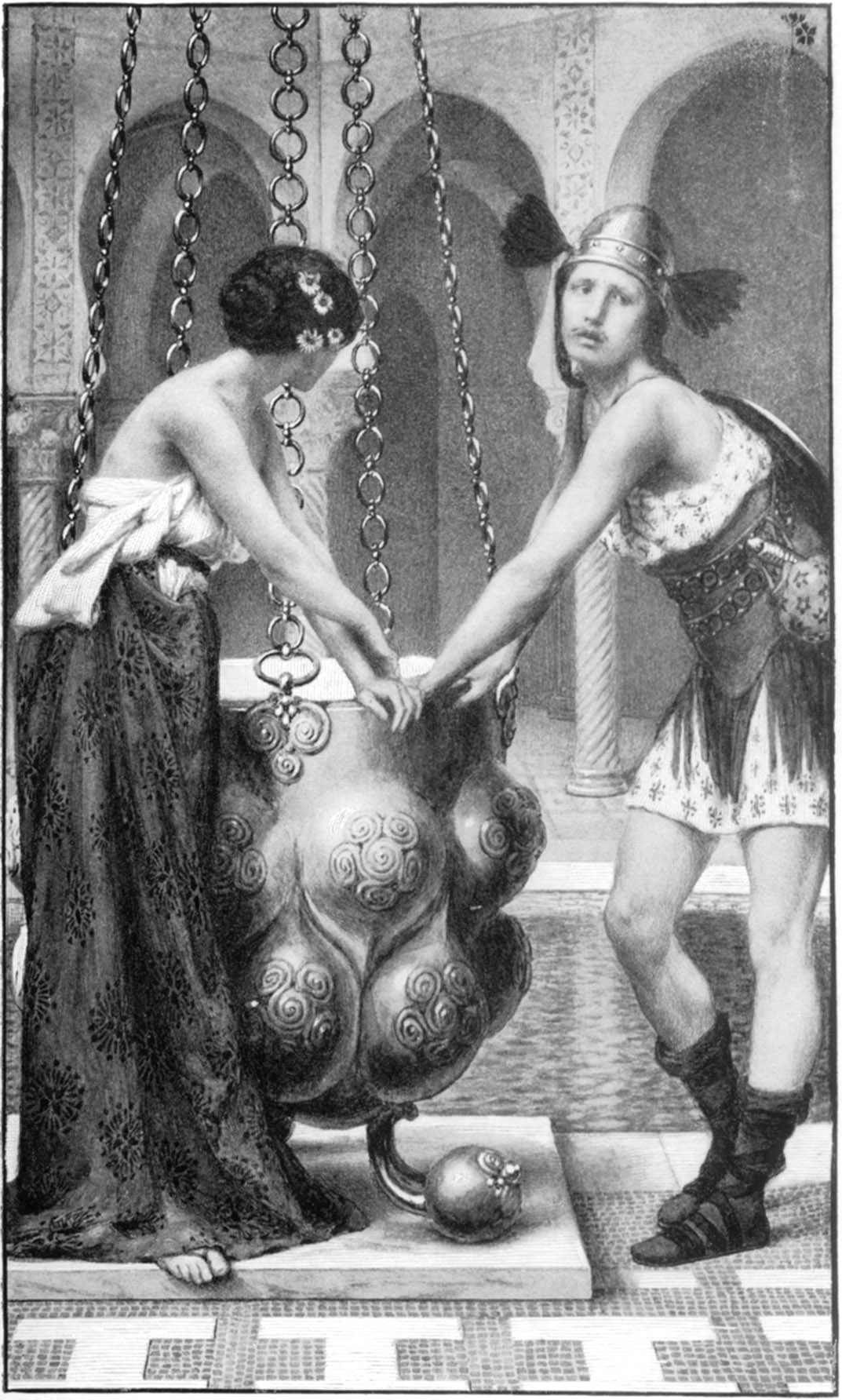
Pryderi und Rhiannon gefangen vom Zauberkessel

Efnisien sprengt den Wunderkessel

Im „Zweiten Zweig“ Branwen ferch Llŷr („Branwen, Llŷrs Tochter“) schenkt der walisische König Bran der Gesegnete dem irischen König Matholwch einen Kessel, der in der Schlacht gefallene Krieger wiederbeleben kann. Als die Iren im Kampf gegen die Waliser den Kessel verwenden, zerstört ihn Efnisien unter Einsatz seines Lebens.
Im „Dritten Zweig“ Manawydan fab Llŷr („Manawydan, Llŷrs Sohn“) werden Pryderi und Rhiannon durch List an einen Zauberkessel fixiert, dem sie erst mit Hilfe Manawydans wieder entkommen können.
In der Erzählung Culhwch ac Olwen („Die Geschichte von Culhwch und Olwen“) besitzt der Riese Dyrnwch einen Kessel, der böse von guten Menschen unterscheiden kann. Für schlechte Menschen kocht er kein Essen, den anderen bereitet er sofort eine Speise. Bedwyr fab Bedrawg raubt das Gefäß im Auftrag von König Artus.
Preiddeu Annwfn („Die Beraubung von Annwfn“) ist ein Bericht über eine Kriegsfahrt von König Artus in die Anderswelt, um einen magischen, edelsteinbesetzten Kessel zu erbeuten, der in einer gläsernen Festung aufbewahrt wird. Dieser Kessel wird durch den Atem von neun Jungfrauen erhitzt und nur die tapfersten Krieger dürfen in ihm ihre Speisen zubereiten.
In der Sage Hanes Taliesin („Die Geschichte Taliesins“), einer Erzählung über die Jugendzeit des berühmten Dichters, kostet dieser verbotenerweise von einem Zaubertrank aus dem Kessel der Hexe Ceridwen und erlangt dadurch die Gabe der Dichtkunst und Weissagung.
Alle diese Kesselvariationen sind als indirekte Vorgänger der Sage um den Heiligen Gral zu sehen, wenn auch keine direkte Herleitung von den keltischen Ursprüngen anzunehmen ist.

## „Asterix“
In der Comic-Serie Asterix von René Goscinny und Albert Uderzo ist das Thema des Wunderkessels ein roter Faden, der sich durch alle Hefte zieht. Der Kessel des Druiden Miraculix wird von diesem verwendet, um den unbesiegbar machenden Zaubertrank zu brauen, wenn dem kleinen gallischen Dorf Gefahr droht. Nur Obelix bekommt nie, außer im Band Asterix und Kleopatra, davon zu trinken, da er als Kind einmal in den Trank gefallen ist und seither seine Kraft beibehalten hat. Im 13. Band „Asterix und der Kupferkessel“ ist ein mit Sesterzen gefüllter Kessel das Hauptrequisit der Handlung.